# ポートマッコリー
ポートマッコリー（Port Macquarie）は、オーストラリアのニューサウスウェールズ州にある都市。人口は4万5379人（2016年）。
1821年、ニューカッスルに代わる流刑地として設立された。地名は当時のニューサウスウェールズ州総督ラックラン・マッコーリーに由来している。現在はタスマン海に面する観光地のひとつとなっており、老後の移住先としても人気がある。

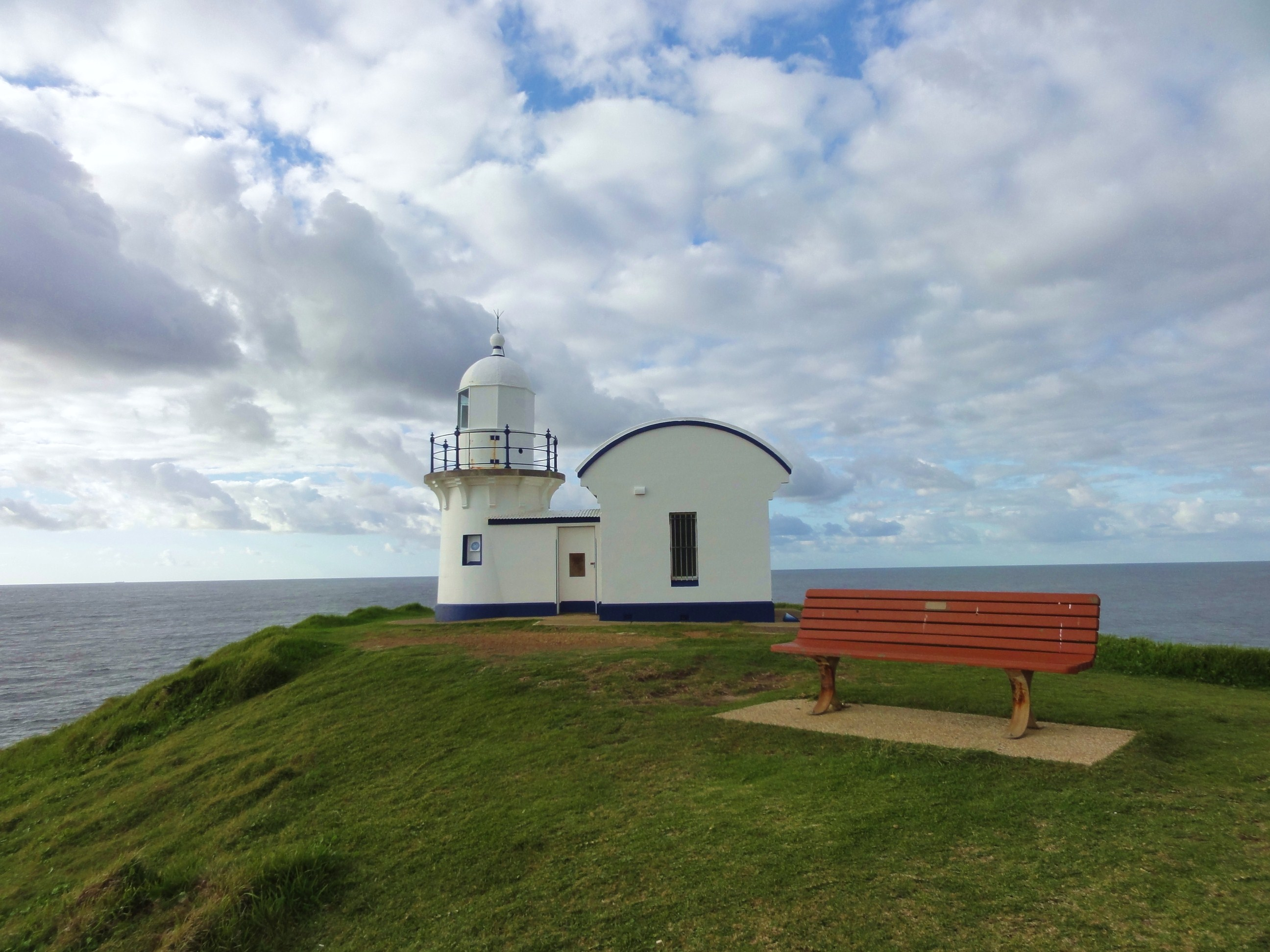
灯台

愛知県半田市が姉妹都市である。